# Kazimierz Budzyk
Kazimierz Budzyk (ur. 15 stycznia 1911 w Nowym Targu, zm. 5 marca 1964 w Warszawie) – historyk i teoretyk literatury, współzałożyciel Instytutu Badań Literackich, prof. Uniwersytetu Warszawskiego, interesował się literaturą staropolską (głównie renesansową).

## Życiorys
Urodził się w wielodzietnej chłopskiej rodzinie jako syn Ignacego. Był drugim z kolei dzieckiem, po nim było jeszcze pięcioro młodszych. W 1929 ukończył gimnazjum klasyczne w Nowym Targu i podjął studia polonistyczne na Uniwersytecie Warszawskim, które ukończył w 1934. Pracował jako bibliotekarz w dziale starych druków.
W 1944, jeszcze na tajnym uniwersytecie poznańskim, funkcjonującym w Warszawie, uzyskał stopień doktora za pracę księgoznawczą Konstytucje sejmowe XVII wieku.
Od 1945 redagował w „Książce i Wiedzy” popularną serię „Biblioteka Pisarzy Polskich i Obcych”. Pracował jako kierownik Katedry Historii Kultury Wszechnicy Radiowej. W 1948 był współzałożycielem i zastępcą dyrektora Instytutu Badań Literackich. Z inicjatywy Kazimierza Budzyka i przy jego stałej współpracy powstał i rozwinął się w Instytucie Badań Literackich – Dział Bibliografii Staropolskiej. W 1955 z jego inicjatywy została powołana do życia na Uniwersytecie Warszawskim Katedra Teorii Literatury.
Zmarł w Warszawie, pochowany na cmentarzu Wojskowym na Powązkach (kwatera C2-10-5).

## Twórczość
- „Przełom renesansowy w literaturze polskiej”.
- „Z dziejów renesansu w Polsce”.
- „Szkice i materiały do dziejów literatury staropolskiej”.
- „Studia z zakresu bibliografii i księgoznawstwa”.
- Antologia „Stylistyka teoretyczna w Polsce”.
- „Bibliografia konstytucyj sejmowych XVII wieku w Polsce” Wrocław 1952.
- Inicjator i red. naczelny (do 1963) Bibliografii literatury polskiej „Nowy Korbut”.

## Ordery i odznaczenia
- Krzyż Kawalerski Orderu Odrodzenia Polski (16 lipca 1954)[1]
- Złoty Krzyż Zasługi (22 lipca 1951)[5]

## Nagrody
- Nagroda Państwowa II stopnia za całość pracy naukowej w minionym 10-leciu, a w szczególności za prace: Przełom renesansowy w literaturze polskiej drugiej połowy XV i pierwszej połowy XVI w. oraz Bibliografia Konstytucji Sejmowych XVII w. w Polsce (1955)[6]